# Liên Bình
Liên Bình (chữ Hán giản thể: 连平县, âm Hán Việt: Liên Bình huyện) là một huyện thuộc địa cấp thị Hà Nguyên, tỉnh Quảng Đông, Cộng hòa Nhân dân Trung Hoa. Huyện Liên Bình có diện tích 2365 km², dân số năm 2002 là 370.000 người. Về mặt hành chính, đến thời điểm ngày 13/5/2005, huyện Liên Bình được chia thành 13 trấn: Nguyên Thiện, Thượng Bình, Đại Hồ, Trung Tín, Long Nhai, Pha Đầu, Nội Hoàn, Tú Đoạn, Cao Hoàn, Du Khê, Điền Nguyên, Khê Sơn, Tam Giác. Huyện lỵ đóng ửo trấn Nguyên Thiện.